# Прекрасная Индонезия в миниатюре
Прекрасная Индонезия в миниатюре (индон. Taman Mini Indonesia Indah) – тематический парк и крупнейшая рекреационная зона Джакарты, расположенная в восточной части города на площади 150 гектаров. Идея строительства парка была предложена первой леди Индонезии Сити Хартина в 1971 году с целью продемонстрировать всё этническое, культурное, религиозное и природное разнообразие народов, населяющих архипелаг, и уже в 1975 г. была открыта для посетителей .
У входа - монумент "Панча Сила" в виде стелы, увенчанной факелом . Все индонезийские провинции в парке представлены своим павильоном, демонстрирующим традиционные жилища в натуральную величину с подлинными интерьерами, предметами быта, национальными костюмами, музыкальными инструментами и произведениями декоративно-прикладного искусства. Неповторимая архитектура каждого жилища с точностью воспроизводит конструктивные особенности построек, часто дополняя их ажурной деревянной резьбой.
Центральную часть парка занимает искусственное озеро, воспроизводящее в миниатюре географическую карту Индонезии со всеми островами. Над озером проложена канатная дорога, откуда можно полюбоваться на Индонезийский архипелаг с высоты птичьего полёта. Имеется также возможность проплыть по озеру между островами, воспользовавшись лодкой или катамараном. По огромной территории парка можно перемещаться на велосипеде, взятом напрокат, а также на электромобиле, монорельсовом поезде и пешком. 
Крупнейшими музеями парка являются «Пурна Бхакти Пертиви» с богатой коллекцией произведений искусства, подаренных президенту Сухарто за долгие годы его правления, и Индонезийский музей с обширной этнографической коллекцией . Кроме того, здесь можно посетить ещё четырнадцать музеев, два кинотеатра, театр, аквапарк, семь культовых сооружений, одиннадцать садов и парков, представляющих богатство флоры и фауны Индонезии. Детям будут интересны парк аттракционов, ремесленный центр, детский замок, напоминающий замок Золушки в Диснейленде. В 1989 г. открыт музей спорта, а также музей и научный центр нефти и газа.
На территории парка расположены кафе и рестораны с разнообразной кухней, сувенирные магазины и два хостела. Работает парк ежедневно с 7.00 до 21.00.

## Галерея

Мини-архипелаг
Мини-Суматра
Аквапарк
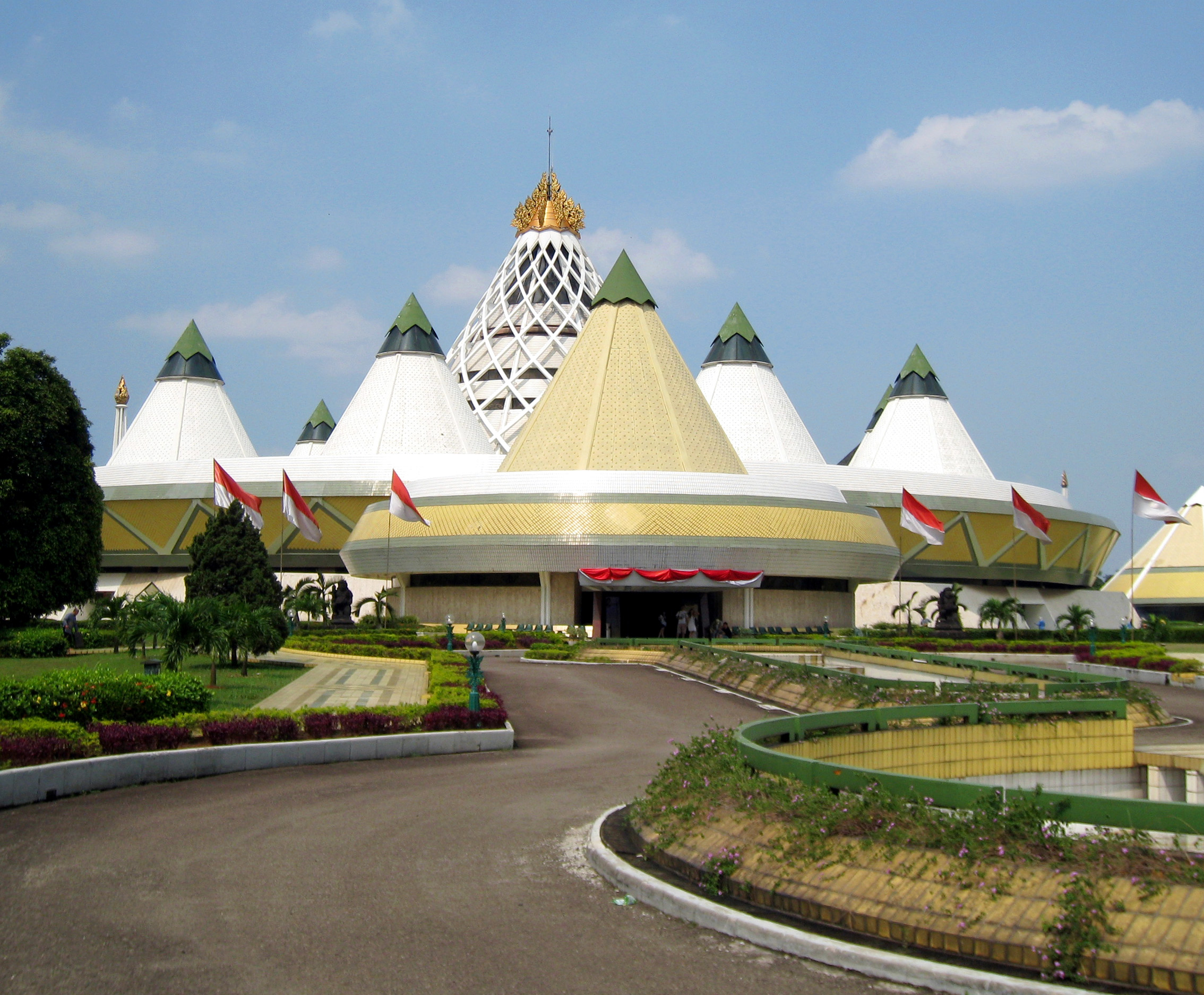
Музей Сухарто
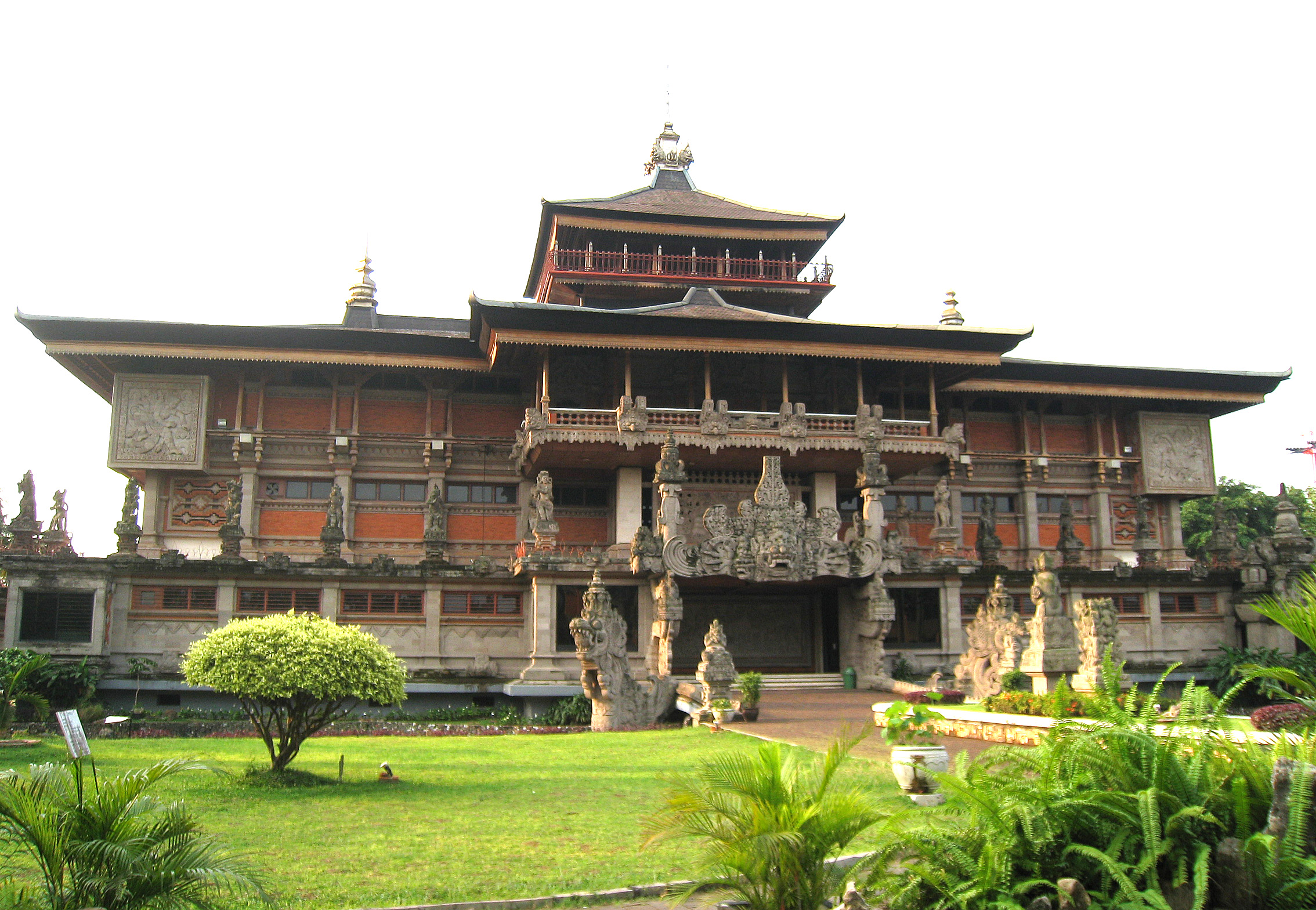
Индонезийский музей
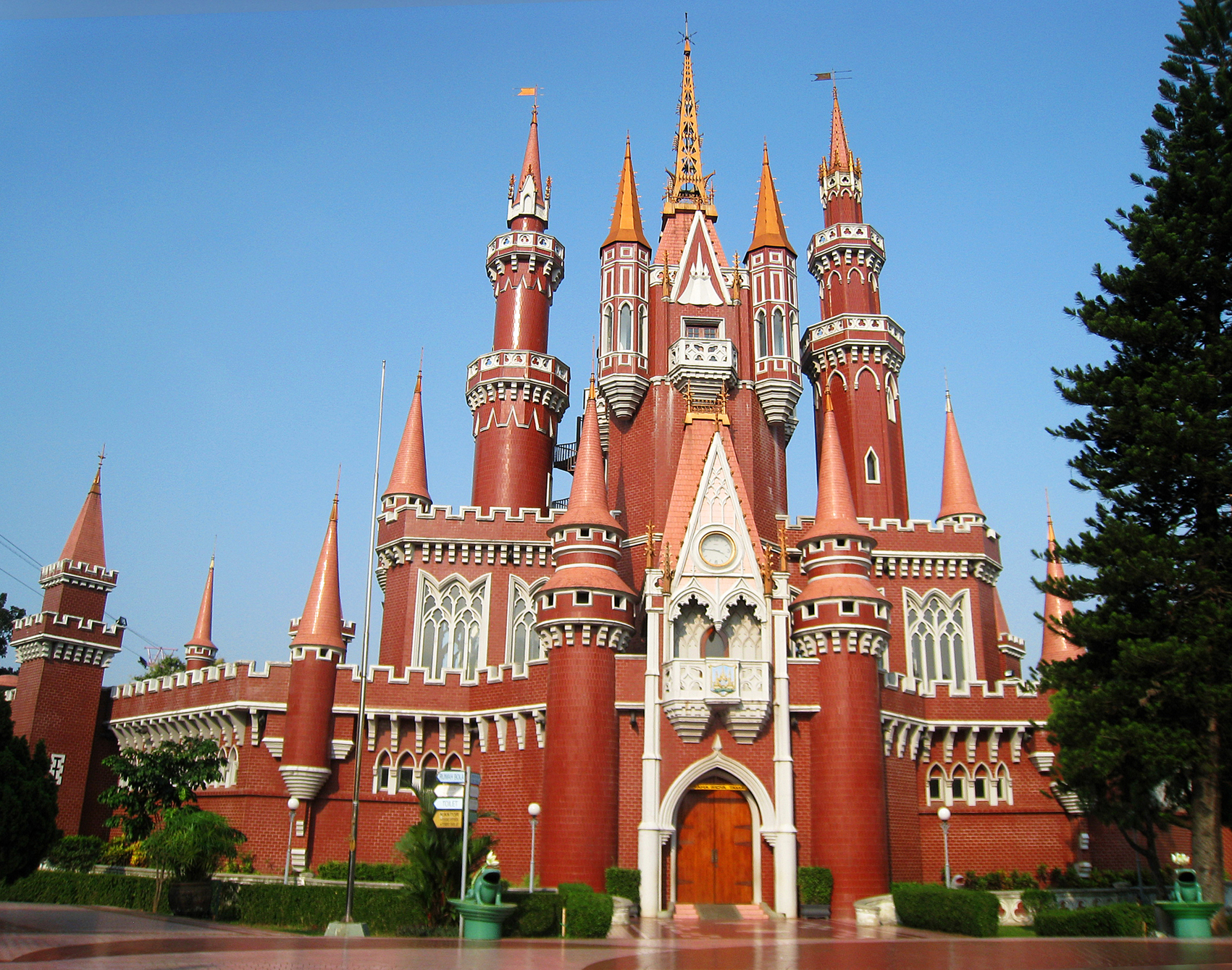
Детский замок
Дом тораджей (Южный Сулавеси)
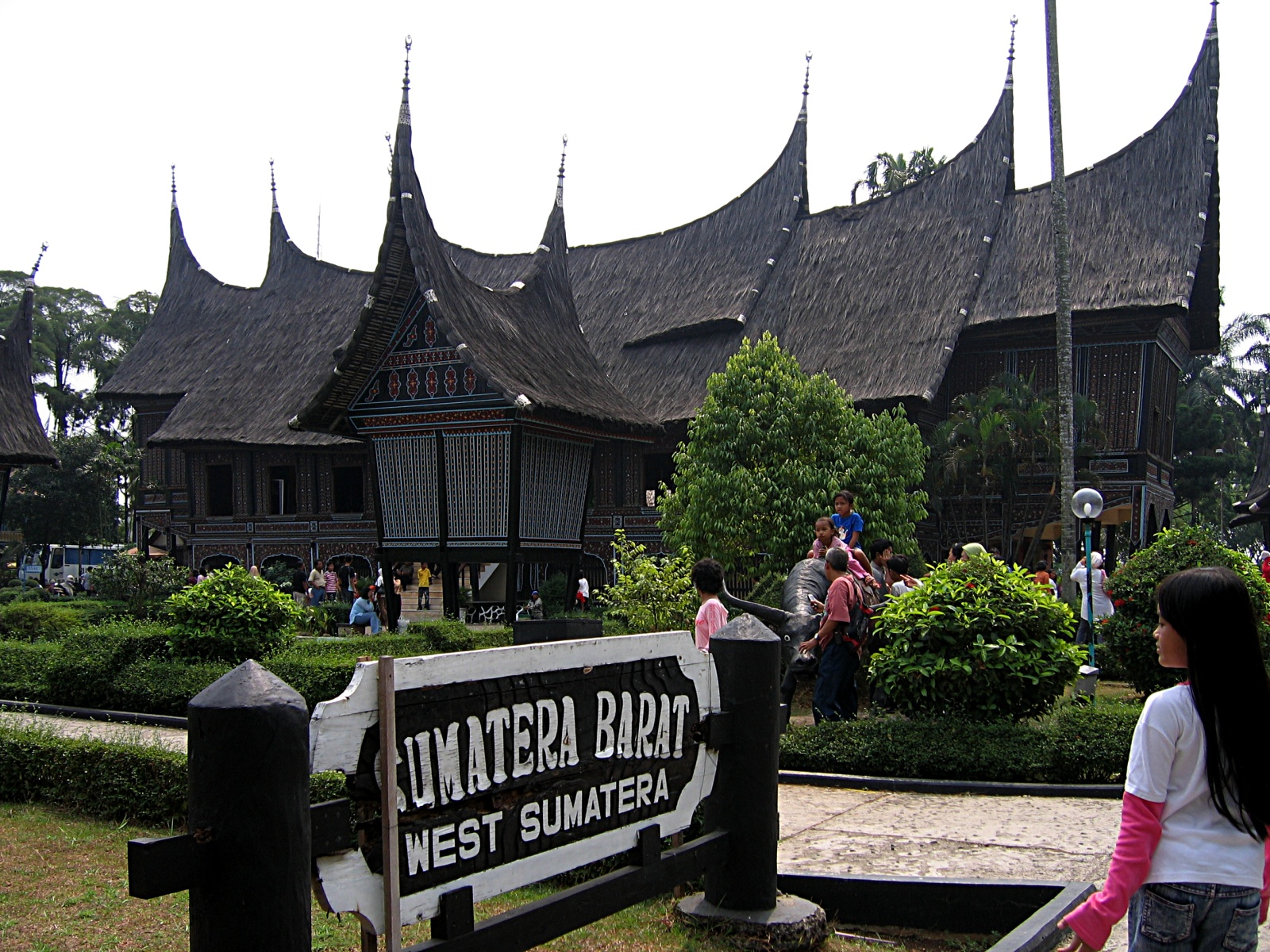
Павильон Западной Суматры
Музей Комодо